# Karin Rutz
Karin Rutz-Gießelmann (Offenburg, 16 de enero de 1948) es una deportista alemana que compitió para la RFA en esgrima, especialista en la modalidad de florete. Ganó una medalla de plata en el Campeonato Mundial de Esgrima de 1977 en la prueba por equipos.

## Palmarés internacional
| Campeonato Mundial | Campeonato Mundial       | Campeonato Mundial | Campeonato Mundial  |
| Año                | Lugar                    | Medalla            | Prueba              |
| ------------------ | ------------------------ | ------------------ | ------------------- |
| 1977               | Buenos Aires (Argentina) | Medalla de plata   | Florete por equipos |